# کدور بخلوفی
کدور بخلوفی (انگلیسی: Kaddour Bekhloufi; ۷ ژوئن ۱۹۳۴ – ۲۶ ژوئیهٔ ۲۰۱۹) بازیکن فوتبال اهل الجزایر بود.
از باشگاه‌هایی که در آن بازی کرده‌است می‌توان به آ.اس موناکو اشاره کرد.
وی همچنین در تیم‌های ملی فوتبال FLN football team و الجزایر بازی کرده‌است.